# Héctor Rial
José Héctor Rial Laguía, também conhecido como El Tucuta, El Nene e El Pibe (Pergamino, 14 de outubro de 1928 — Madri, 24 de fevereiro de 1991) foi um futebolista e técnico de futebol hispano-americano.

## Carreira
Formado nas divisões de base do San Lorenzo de Almagro, Héctor estreou no time principal em 1947. No ano seguinte, a equipe argentina disputa uma série de jogos amistosos na Europa, maravilhando os espanhóis com seu talentoso elenco - especialmente pelas atuações do camisa 10 Héctor. Durante a excursão, o jogador foi alvo do interesse do FC Barcelona e do Valencia, mas os dirigentes argentinos recusaram-se a negociá-lo.
Retornando à Argentina, Héctor foi levado por René Pontoni para a Colômbia, onde jogou pelo Santa Fe - equipe que rivalizava com Los Millonarios, que contava com jogadores como Alfredo Di Stéfano e Adolfo Pedernera - por duas temporadas. Com a falência do Santa Fe, em 1951, Héctor foi contratado por outro grande clube sul americano, o Nacional de Montevidéo, com o qual conquistou o Campeonato Uruguaio de 1952 e os vice campeonatos de 1953 e 1954. Neste ano, seu amigo Alfredo Di Stéfano o convida a jogar no Real Madrid. Com a recusa do Nacional em liberar o jogador, Raimundo Saporta, então presidente do Real Madrid, vai pessoalmente a Montevidéo para negociar a contratação de Héctor.
Ingressando no clube em 16 de junho de 1954, melhorou sua técnica e atingiu o auge de seu desempenho esportivo. pelo Real Madrid, Héctor conquistou 5 Campeonatos Europeus, 2 Copas Latinas, 4 Campeonatos Espanhóis, 2 Troféus Ramón de Carranza e 1 Mundialito de Clubes.
Em 1961, após sete anos vestindo a camisa do Real Madrid, transfere-se para o Espanyol de Barcelona onde não consegue evitar a campanha decepcionante nem a modesta 13ª posição do clube (entre 16 equipes) naquela temporada. Em 1962, integra-se ao elenco do Olympique de Marseille, onde disputou 16 partidas.
Héctor regressa à América em 1963, sendo contratado no ano seguinte pelo chileno Unión Española, onde encerrou sua carreira, ao término na temporada.

### Seleção Espanhola
Possuidor de dupla cidadania (seus pais eram espanhóis), Héctor foi convocado para a Seleção Espanhola em 1955, estreando num jogo amistoso contra a Seleção Francesa em 17 de março daquele ano. No período em que vestiu a camisa da seleção, Héctor disputou apenas cinco partidas, todas elas amistosas, e marcou apenas um gol - no empate em 1 a 1 contra a Seleção Inglesa, em 18 de maio de 1955.
Sua última partida pela Seleção Espanhola foi em 13 de abril de 1958, contra a Seleção Portuguesa.

### Técnico de futebol
Um ano após deixar os campos como jogador, Héctor iniciou sua carreira de técnico de futebol, treinando os times espanhóis Pontevedra, Mallorca, Real Zaragoza, Las Palmas, Deportivo la Coruña e Elche FC; o mexicano Chivas de Guadalajara e o argentino Estudiantes de la Plata. Também foi técnico da Seleção Olímpica Espanhola e auxiliar técnico das seleções Argentina, Saudita e Salvadorenha.

## Morte
Héctor Rial morreu de câncer em Madri, em 24 de fevereiro de 1991, aos 62 anos idade.

## Títulos
| Campeonato                |                        |                          |
| Campeonato                | Clube                  | Ano                      |
| ------------------------- | ---------------------- | ------------------------ |
| Campeonato Uruguaio       | Nacional de Montevidéo | 1952                     |
| Copa Latina               | Real Madrid            | 1955 1957                |
| La Liga                   | Real Madrid            | 1955 1957 1958 1961      |
| Liga dos Campeões da UEFA | Real Madrid            | 1956 1957 1958 1959 1960 |
| Mundialito de Clubes      | Real Madrid            | 1956                     |
| Troféu Ramón de Carranza  | Real Madrid            | 1958 1959                |
| Copa Intercontinental     | Real Madrid            | 1960                     |

## Gols internacionais
| #  | Data               | Local                                     | Adversário | Placar | Resultado | Edição        |
| -- | ------------------ | ----------------------------------------- | ---------- | ------ | --------- | ------------- |
| 1. | 18 de maio de 1955 | Estádio Santiago Bernabéu, Madri, Espanha | Inglaterra | 1–1    | Empate    | Jogo amistoso |